# Muzeum Bible
Muzeum Bible (v angličtině Museum of the Bible) je muzeum ve Washingtonu v USA, otevřené v roce 2017. Cílem muzea je zvát lidi ke studiu Bible a umožnit návštěvníkům její poznávání a studium.

## Historie a popis
Muzeum se nachází v přestavěné staré budově v centru Washingtonu. Nemovitost byla zakoupena za přibližně 50 milionů dolarů a celkové náklady na vybudování muzea se odhadují na 500 milionů dolarů; celková plocha muzea je přibližně 40 000 m².
Vystaveny jsou předměty související s historií Bible, včetně cenných rukopisů a tisků. Součástí expozice jsou také scénické repliky biblických epizod, do nichž jsou zapojeni herci, kteří recitují biblické texty.
Muzeum je z velké části financováno a vzniklo z iniciativy evangelického podnikatele Davida Greena (* 1941), zakladatele řetězce obchodů s uměním a řemesly Hobby Lobby, a jeho rodiny. Exponáty pocházejí ze sbírky obsahující asi 40 000 kusů, kterou Greenovi nashromáždili od roku 2009. U některých starožitností z této sbírky se ale prokázalo pašování a musely být vráceny; muzeum proto obsahuje pouze asi 2 800 položek, jejichž původ byl dostatečně prokázán. V roce 2018 bylo ze sbírky vyřazeno pět z celkem 16 svitků vystavených v biblickém muzeu, které německý Spolkový institut pro výzkum a testování materiálů identifikoval jako moderní padělky.
Ještě před svým otevřením uspořádalo Muzeum Bible v roce 2017 několik výstav, např. v Augsburgu a ve Wittenberge.
Součástí sbírek muzea je také Lipnická bible, latinský rukopis z první poloviny 15. století, jehož část vznikla pravděpodobně na hradě Lipnici nad Sázavou. V roce 2021 byla tato památka zapůjčena české Národní knihovně a krátce vystavena v Zrcadlové kapli v pražském Klementinu.